# José B. Moore
José B. Moore y Arenas (Barcelona, junio de 1842-Altmünster, 6 de julio de 1913) fue un militar carlista español.

## Biografía
Joseph William John Babtist Baldock Moore nació en Barcelona. Era hijo del ingeniero londinense William Moore y de Antonia Arenas Clavell, originaria de Mataró. Cursó sus estudios en Londres, y cuando tenía quince años de edad ingresó en la marina inglesa, con la que recorrió los principales puertos y ciudades del mundo.
Durante el Sexenio Revolucionario se adhirió al carlismo. En 1869 fue nombrado presidente del Comité electoral de Gracia y vicesecretario del Centro carlista de Barcelona. En la capital catalana colaboró asimismo con el diario La Convicción, fundado por Luis María de Llauder, y participó en la conspiración previa a la guerra carlista de 1872-1876.

### Tercera guerra carlista
Realizado el levantamiento el 7 de abril de 1872, sirvió como ayudante a las órdenes del general Matías de Val, en Borjas del Campo, y de Domingo Sanz. El 29 de junio tomó parte en la conquista de Reus efectuada por el coronel Juan Francesch. Durante el periodo más crítico para las fuerzas carlistas de Cataluña, Moore formó parte de los trece hombres que comandados por Francisco Surda «Quico de Constantí» consiguieron burlar la persecución de numerosas columnas liberales.
Don Alfonso confirió a José B. Moore el empleo de comandante en 1873 y fue destinado al 2.º Batallón de Tarragona. Después fue ascendido a teniente coronel, y por sus méritos en combate sería nombrado jefe de la 4.ª Brigada y comandante general de la provincia de Tarragona. Destacó en las acciones de Vich, Vendrell, La Selva, Reus, Tivisa, Musté, Figuerola, Castellar de Nuch, Bellmunt, Puigreig, Masroig, Monmell y otras, teniendo que efectuar numerosas marchas y contramarchas para que sus fuerzas no fuesen capturadas por los enemigos.
En 1875 era ayudante del general Savalls. Por sus acciones consideradas heroicas ganó la cruz laureada de San Fernando. En representación de Savalls asistió a un canje de prisioneros con el Ejército liberal, que se realizó entre Vich y Manlleu. Perdida la guerra para los carlistas, el 14 de noviembre de 1875 traspasó la frontera por Ossegne al frente de 240 hombres, una sección de Artillería y 42 caballos del 4.º Escuadrón de Cataluña, mediante una marcha que fue aplaudida por los liberales.

### Exilio
Entró nuevamente en España para visitar a su madre que se hallaba enferma, pero al llegar a Barcelona fue detenido por la policía. Fue procesado por delitos comunes, de los que fue finalmente absuelto, no sin antes pasar cuatro años en distintas cárceles de Cataluña. Puesto en libertad, se presentó a Don Carlos en la comuna parisina de Passy. El pretendiente lo llevó consigo a Londres al ser expulsado de Francia, y estuvo con él durante el año que permaneció en Inglaterra.
Casado con la inglesa Florence Smith, Moore se trasladó después a Estados Unidos y residió en Reading (Pensilvania). Tras su regreso a España, publicó la obra «Guerra de guerrillas» (1894), además de numerosos artículos militares en la Biblioteca Popular Carlista. Don Carlos le concedió el título de conde de Casa-Moore.

### Conspiración de 1899
Después de la derrota de España en la Guerra hispano-estadounidense, participó en una nueva conspiración carlista desde su Cuartel General en Banyuls-sur-Mer. En enero de 1899 fue nombrado jefe de Estado Mayor General del Ejército Real de Cataluña y dispuso de la delegación del capitán general Rafael Tristany para dirigir los trabajos de organización y preparación en toda Cataluña.
En la región catalana el general Moore impuso su autoridad militar sobre las juntas civiles carlistas, instituyó la Tesorería del partido como organismo militar y dividió el territorio en zonas militares. Nombró tesorero general de Cataluña (asimilado a general del Ejército) a José de España, tesorero de la provincia de Barcelona a José Muntadas y jefe interino de la brigada de Barcelona al coronel Soliva. Se adquirieron 3450 fusiles Remington y más de 300 000 cartuchos, además de abundantes correajes, uniformes y boinas.
No obstante, finalmente no llegó la orden de alzamiento de Don Carlos, por lo que Muntadas, Soliva y otros jefes pretendían hacer el levantamiento sin la orden y «por encima del rey». A ello se opuso Moore, comunicando a las jefaturas que sería destituido de empleo y cargo quien se alzara sin orden suya. El 24 de octubre de 1900 llamó al brigadier Manuel Puigvert y al intendente Juan Puigvert para que disuadiesen a Soliva, quien sin embargo ya había dado la orden de levantamiento para el 28 de octubre.
Tras la intentona fallida, los implicados serían declarados traidores por Don Carlos. Soliva presentó entonces una memoria a Don Carlos con acusaciones al general Moore, en la que aseguraba que este había procurado el fracaso del alzamiento y estaba en contacto con José Janer y Ferrán, agente de Bolsa y carlista comprometido, con la intención de que la insurrección sirviese para hacer una jugada de Bolsa, cosa que Moore habría ocultado a Soliva y Muntadas. El propio Janer habría delatado inmediatamente las intenciones del general Moore.
En 1909 Moore asistió al entierro de Don Carlos en Trieste y a la proclamación de su hijo Don Jaime como su sucesor. Falleció en Altmünster (Imperio austrohúngaro) en 1913. Era hermano de Guillermo Moore, quien en 1906 protagonizó en Cataluña el levantamiento de una de las últimas partidas carlistas antes de la Guerra Civil de 1936.